# تان وایت
تان وایت (انگلیسی: Tan White؛ زادهٔ ۲۷ سپتامبر ۱۹۸۲) بازیکن بسکتبال اهل ایالات متحده آمریکا است.